# Diskografie The Wanted
Toto je seznam vydané diskografie britsko-irské chlapecké skupiny The Wanted.

## Alba

### Studiová alba
| The Wanted                                                                              | - Vydáno: 22. října 2010 - Vydavatelství: Geffen    | 4 | —  | —   | 11 | —  | 40 | —  | —  | - BPI: Platinum                           |
| Battleground                                                                            | - Vydáno: 1. listopadu 2011 - Vydavatelství: Island | 5 | —  | 129 | 4  | —  | —  | 56 | —  | - BPI: Platinum - IRMA: Gold - RMNZ: Gold |
| Word of Mouth                                                                           | - Vydáno: 4. listopadu 2013 - Vydavatelství: Island | 9 | 64 | 151 | 10 | 70 | 23 | 31 | 17 | - BPI: Gold                               |
| "—" značí, že se nahrávka neumístila v hitparádách nebo v tomto území ani nebyla vydána |                                                     |   |    |     |    |    |    |    |    |                                           |

### Kompilační alba
| Název                          | Detaily                                              | Umístění v hitparádách | Umístění v hitparádách | Certifikace   |
| Název                          | Detaily                                              | UK                     | IRE                    | Certifikace   |
| ------------------------------ | ---------------------------------------------------- | ---------------------- | ---------------------- | ------------- |
| Most Wanted: The Greatest Hits | - Vydáno: 12. listopadu 2021 - Vydavatelství: Island | 8                      | 37                     | - BPI: Silver |

## Extended play
| iTunes Festival: London 2011                                                            | - Vydáno: 21. července 2011 - Vydavatelství: Island | — | — |
| The Wanted: The EP                                                                      | - Vydáno: 24. dubna 2012 - Vydavatelství: Mercury   | 7 | 8 |
| "—" značí, že se nahrávka neumístila v hitparádách nebo v tomto území ani nebyla vydána |                                                     |   |   |

## Singly
| Název                                                                                   | Rok  | Umístění v hitparádách | Umístění v hitparádách | Umístění v hitparádách | Umístění v hitparádách | Umístění v hitparádách | Umístění v hitparádách | Umístění v hitparádách | Umístění v hitparádách | Umístění v hitparádách | Certifikace | Album                              |
| Název                                                                                   | Rok  | UK                     | AUS                    | CAN                    | GER                    | IRE                    | NL                     | NZ                     | SPA                    | US                     | Certifikace | Album                              |
| --------------------------------------------------------------------------------------- | ---- | ---------------------- | ---------------------- | ---------------------- | ---------------------- | ---------------------- | ---------------------- | ---------------------- | ---------------------- | ---------------------- | --- | ---------------------------------- |
| "All Time Low"                                                                          | 2010 | 1                      | —                      | —                      | 44                     | 13                     | —                      | —                      | —                      | —                      | - BPI: Platinum                                                                                                  | The Wanted                         |
| "Heart Vacancy"                                                                         | 2010 | 2                      | —                      | —                      | —                      | 18                     | —                      | —                      | —                      | —                      | - BPI: Silver | The Wanted                         |
| "Lose My Mind"                                                                          | 2010 | 19                     | —                      | —                      | —                      | 30                     | —                      | —                      | —                      | —                      | | The Wanted                         |
| "Gold Forever"                                                                          | 2011 | 3                      | —                      | 86                     | —                      | 13                     | —                      | —                      | —                      | —                      | - BPI: Silver | Battleground                       |
| "Glad You Came"                                                                         | 2011 | 1                      | 20                     | 2                      | —                      | 1                      | 31                     | 13                     | 34                     | 3                      | - BPI: 2× Platinum - ARIA: Platinum - MC: 5× Platinum - PROMUSICAE: Gold - RIAA: 3× Platinum - RMNZ: 2× Platinum | Battleground                       |
| "Lightning"                                                                             | 2011 | 2                      | 79                     | 84                     | —                      | 5                      | —                      | 23                     | —                      | —                      | - BPI: Silver | Battleground                       |
| "Warzone"                                                                               | 2011 | 21                     | —                      | —                      | —                      | 27                     | —                      | —                      | —                      | —                      | | Battleground                       |
| "Chasing the Sun"                                                                       | 2012 | 2                      | 18                     | 18                     | 17                     | 4                      | —                      | 18                     | 33                     | 50                     | - BPI: Gold - ARIA: Platinum - BVMI: Gold - MC: Platinum - RIAA: Gold - RMNZ: Gold                               | The Wanted: The EP a Word of Mouth |
| "I Found You"                                                                           | 2012 | 3                      | 63                     | 50                     | —                      | 8                      | —                      | —                      | —                      | 89                     | - MC: Gold | Word of Mouth                      |
| "Walks Like Rihanna"                                                                    | 2013 | 4                      | 32                     | —                      | 54                     | 3                      | 35                     | —                      | 27                     | —                      | - BPI: Gold | Word of Mouth                      |
| "We Own the Night"                                                                      | 2013 | 10                     | 40                     | 51                     | —                      | 13                     | —                      | —                      | —                      | 94                     | | Word of Mouth                      |
| "Show Me Love (America)"                                                                | 2013 | 8                      | —                      | —                      | —                      | 18                     | —                      | —                      | —                      | —                      | | Word of Mouth                      |
| "Glow in the Dark"                                                                      | 2014 | 177                    | —                      | —                      | —                      | —                      | —                      | —                      | —                      | —                      | | Word of Mouth                      |
| "Rule the World"                                                                        | 2021 | —                      | —                      | —                      | —                      | —                      | —                      | —                      | —                      | —                      | | Most Wanted: The Greatest Hits     |
| "Gold Forever" (For Tom)                                                                | 2022 | —                      | —                      | —                      | —                      | —                      | —                      | —                      | —                      | —                      | | Singl bez alb                      |
| "—" značí, že se nahrávka neumístila v hitparádách nebo v tomto území ani nebyla vydána |      |                        |                        |                        |                        |                        |                        |                        |                        |                        | |                                    |

### Promo singly
| Název                | Rok  | Umístění v hitparádě | Album                                 |
| Název                | Rok  | UK                   | Album                                 |
| -------------------- | ---- | -------------------- | ------------------------------------- |
| "Could This Be Love" | 2013 | 77                   | Word of Mouth                         |
| "Stay Another Day"   | 2021 | -                    | Most Wanted (Extended Deluxe edition) |

## Další umístěné písně
| Píseň                | Rok  | Umístění v hitparádě | Album         |
| Píseň                | Rok  | UK                   | Album         |
| -------------------- | ---- | -------------------- | ------------- |
| "Replace Your Heart" | 2010 | 156                  | The Wanted    |
| "Drunk on Love"      | 2013 | 147                  | Word of Mouth |

## Spoluumělec
| Píseň                                                 | Rok  | Album          |
| ----------------------------------------------------- | ---- | -------------- |
| "Bring It Home" (Dappy feat. The Wanted)              | 2012 | Bad Intentions |
| "Have Some Fun" (Pitbull feat. The Wanted a Afrojack) | 2012 | Global Warming |

## Videoklipy
| Název                                                  | Rok  | Režisér               |
| ------------------------------------------------------ | ---- | --------------------- |
| "All Time Low"                                         | 2010 | Max a Diana           |
| "Heart Vacancy"                                        | 2010 | Max a Diana           |
| "Lose My Mind"                                         | 2010 | Nigel Dick            |
| "Gold Forever"                                         | 2011 | Nigel Dick            |
| "Glad You Came"                                        | 2011 | Director X            |
| "Lightning"                                            | 2011 | Director X            |
| "Warzone"                                              | 2011 | Director X            |
| "Chasing the Sun"                                      | 2012 | Director X            |
| "Chasing the Sun (Ice Age: Continental Drift Version)" | 2012 | Director X            |
| "I Found You"                                          | 2012 | Chris Marrs Piliero   |
| "I Found You (fan version)"                            | 2013 | Chris Marrs Piliero   |
| "All Time Low (The Live Experience)"                   | 2013 | Global Talent Records |
| "Walks Like Rihanna"                                   | 2013 | Shane Drake           |
| "We Own the Night"                                     | 2013 | Frank Borin           |
| "Show Me Love (America)"                               | 2013 | Frank Borin           |
| "Glow in the Dark"                                     | 2014 | Global Talent Records |
| "Rule the World"                                       | 2021 |                       |
| "Stay Another Day"                                     | 2021 |                       |